# Lista picturilor reprezentative realizate de Gheorghe Tattarescu

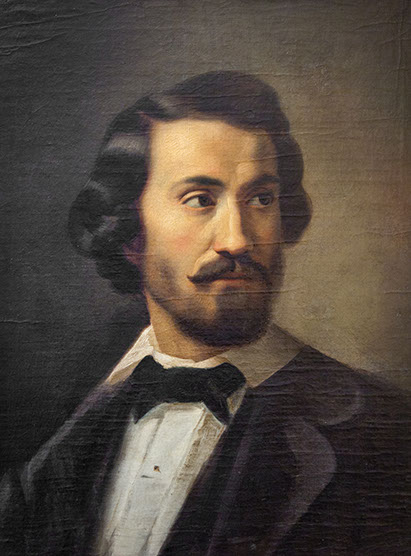
Gheorghe Tattarescu - autoportret

Acest articol dezvoltă secțiunea Opera a articolului principal Gheorghe Tattarescu .

## Picturi reprezentative
|  | Titlu: Renașterea României • Datare: 1850• Colecție: Muzeul Gheorghe Tattarescu Renașterea României cunoscută și ca Deșteptarea României sau Patria noastră , este o pictură realizată de artistul român Gheorghe Tattarescu în anul 1850. Renașterea României este cea mai reprezentativă pictură pe care a realizat-o Gheorghe Tattarescu, ea fiind o simbioză între starea politică existentă în anii Revoluției Române de la 1848 și credința creștin-ortodoxă ca esență spirituală a poporului român. Tendința pe care a avut-o Gheorghe Tattarescu, de a picta lucrări cu tematică înălțătoare și de a-și definitiva o operă care să conțină un mesaj spiritual, a făcut ca prin realizarea tabloului de mari dimensiuni intitulat Renașterea României să se situeze în panoplia fondatorilor picturii militante din România, alături de Barbu Iscovescu, Ion Negulici și Constantin Rosenthal. Tabloul original este astăzi la Muzeul Gheorghe Tattarescu. Lucrarea este o alegorie în genul compozițiilor academice de mari dimensiuni cu care se obișnuise Tattarescu la studiile sale la Roma. Vezi articolul principal: Renașterea României |
|  | Titlu: Unirea Principatelor • Datare: 1857• Colecție: Academia Română Unirea Principatelor este un desen realizat de artistul român Gheorghe Tattarescu în anul 1857. Artistul a realizat o compoziție alegorică care înfățișa Unirea Principatelor făcând apel la modul cum a gândit lucrarea Renașterea României din 1950, critica de artă contemporană lui, ca și cea postumă, considerând-o o continuare a celei dintâi. Întregul proces de creație nu a avut în vedere o reluare a subiectului într-o lucrare în ulei, drept pentru care nu există vreo variantă realizată în ulei. Scopul pentru care a executat desenul Unirea Principatelor a fost litografierea ei. Artistul român s-a angajat benevol la o acțiune de sprijin ideologic al momentului politic care era atunci de actualitate. Răspândirea ideilor unioniste folosind o iconografie adecvată era un proiect susținut de oficialitățile aristocrate ale statului și de clasa burgheziei nou înfiripată. Vezi articolul principal: Unirea Principatelor |
|  | Titlu: Nemesis - Zeița răzbunării • Datare: 1853• Colecție: Muzeul Gheorghe Tattarescu Nemesis - Zeița răzbunării este o pictură realizată în anul 1853 de artistul român Gheorghe Tattarescu. Acest tablou s-a dorit un strigăt emoționant care a răbufnit ca urmare a concepțiilor sociale și umanitare pe care pictorul și le-a însușit în timpul studiilor pe care le-a făcut în capitala Italiei, în perioada anilor 1845 - 1851. Ideea realizării unui astfel de tablou i-a venit în timpul călătoriei pe care a facut-o în Turcia, la Brussa, în anul 1852. Aflându-se în orașul în care au fost exilați unii dintre revoluționarii români de la 1848, artistul a fost însoțit la mormântul pictorului Ion Negulici, care a fost conducătorul județului Prahova în Guvernul Provizoriu al Țării Românești de la 1848. De asemenea, întorcându-se la București, a aflat de moartea în închisoarea de la Buda a pictorului revoluționar Constantin Daniel Rosenthal. După doar câteva luni a aflat despre decesul prietenului său Nicolae Bălcescu la Palermo. Vezi articolul principal: Nemesis - Zeița răzbunării                               |
|  | Titlu: Portretul lui Nicolae Bălcescu • Datare: 1851• Colecție: Muzeul Gheorghe Tattarescu Portretul lui Nicolae Bălcescu , este o pictură realizată de artistul român Gheorghe Tattarescu în anul 1851. Artistul a făcut trei variante aproape identice pentru portretul lui Nicolae Bălcescu, ele deosebindu-se în principal datorită diferențelor de dimensiuni. Pe cel mai mic l-a donat familiei lui Nicolae Bălcescu, el fiind păstrat de urmașii marelui revoluționar la conacul din Bălcești. Astăzi, portretul cel mic este expus la Muzeul Gheorghe Tattarescu din București. Al doilea tablou a fost trimis la Moscova cu Tezaurul României în anul 1916, de unde s-a reîntors ulterior în țară. Tabloul cel mai mare, care se află astăzi la Muzeul Național de Artă al României, a fost păstrat de Gheorghe Tattarescu în casa sa timp de patruzeci de ani. În anul 1892, pictorul a donat portretul Academiei Române din București. Vezi articolul principal: Portretul lui Nicolae Bălcescu |